# سیلم (نیومکزیکو)
سیلم (به انگلیسی: Salem) یک منطقهٔ مسکونی در ایالات متحده آمریکا است که در شهرستان دونیا آنا، نیومکزیکو واقع شده‌است. سیلم ۳٫۳ کیلومتر مربع مساحت و ۷۹۵ نفر جمعیت دارد و ۱٬۲۴۴ متر بالاتر از سطح دریا واقع شده‌است.